# ليستير كونيغ
ليستير كونيغ (بالإنجليزية: Lester Koenig)‏ هو منتج أسطوانات أمريكي، ولد في 3 ديسمبر 1918 في نيويورك في الولايات المتحدة، وتوفي في 20 نوفمبر 1977 في لوس أنجلوس في الولايات المتحدة.

## وصلات خارجية
- ليستير كونيغ على موقع IMDb (الإنجليزية)
- ليستير كونيغ على موقع ميوزك برينز (الإنجليزية)
- ليستير كونيغ على موقع أول ميوزيك (الإنجليزية)
- ليستير كونيغ على موقع ديسكوغز (الإنجليزية)
- ليستير كونيغ على موقع قاعدة بيانات الفيلم (الإنجليزية)